# 华雪和
华雪和（1940年—2000年）是被中华人民共和国认定为邪教的灵灵教教主。
1940年，华雪和出生于中国江苏省淮阴县（今淮安市淮阴区）渔沟镇卢华村。高中文化，担任小学民办教师。1979年，在家乡加入真耶稣教会。不久即前往沭阳县、河南省等地传道，1985年与李贵瑶在沭阳县创立灵灵教。灵灵教保持了真耶稣教会强调说方言、医病赶鬼、神迹奇事的特点，但是宣称华雪和的名字与耶和华只有一字之差，是耶稣第二，要尊崇为“华救主”、“华真神”、“华爸爸”，纪念其“圣诞日”（正月十七日）。
1990年，灵灵教被取缔，华雪和被捕，被处3年劳教。当时灵灵教已经传播到13个省市，拥有信徒1.5万人。1999年，灵灵教受到严厉镇压。2000年，华雪和死亡。